# Pantelis Kafes
Pantelis Kafes (Græsk: Παντελής Καφές) (født 24. juni 1978 i Veria, Grækenland) er en græsk fodboldspiller, der spiller som midtbanespiller. Han er i øjeblikket kontraktløs. Tidligere har han repræsenteret AEP Verias, PAOK Saloniki, Olympiakos, AEK Athen samt Veria F.C..
I sin tid hos Olympiakos var Kafes med til at vinde tre græske mesterskaber og me både Olympiakos og PAOK Saloniki har han vundet to pokaltitler.

## Landshold
Kafes nåede at spille 41 kampe og score 3 mål for Grækenlands landshold, som han debuterede for i 2001. Han var en del af det græske hold der sensationelt vandt guld ved EM i 2004 i Portugal, og deltog også ved Confederations Cup 2005.